# Ilythea niveoguttata
Ilythea niveoguttata är en tvåvingeart som beskrevs av Cresson 1931. Ilythea niveoguttata ingår i släktet Ilythea och familjen vattenflugor. Inga underarter finns listade i Catalogue of Life.